# Virtus et conciliat amicitias et conservat
 Virtus et conciliat amicitias et conservat  лат.(изговор: виртус ет конзилијат амицитијас ет консерват.) Врлилна и стиче пријатељства и чува их. (Цицерон)

## Поријекло изреке
Ову изреку је изрекао Марко Тулије Цицерон (лат. Marcus Tullius Cicero) римски државник, књижевник и бесједник у смјени другог у први вијек п. н. е.

## Значење
Пријатељства се и стварају и чувају врлином. Без врлине и нема пријатељства.